# Рејвенсвуд (ТВ серија)
Рејвенсвуд америчка је телевизијска серија чији су креатори А. Марлин Кинг, Оливер Голдстик и Џозеф Доерти. Серија се премијерно емитовала од 22. октобра 2013. до 4. фебруара 2014. године на Еј-Би-Си фемили, као спин-оф серија Слатких малих лажљивица. Рејвенсвуд се одиграва током догађаја из четврте сезоне оригиналне серије.
Рејвенсвуд је 14. фебруара 2014. године отказан због слабих рејтинга током прве сезоне.

## Синопсис
Постављена у замишљеном граду Рејвенсвуду, серија прати пет странаца чији су животи испреплетени смртоносним проклетством које је мучило њихов град генерацијама. Они морају копати у мрачну прошлост града како би решили тајанствену клетву.